# Girondeestuariet

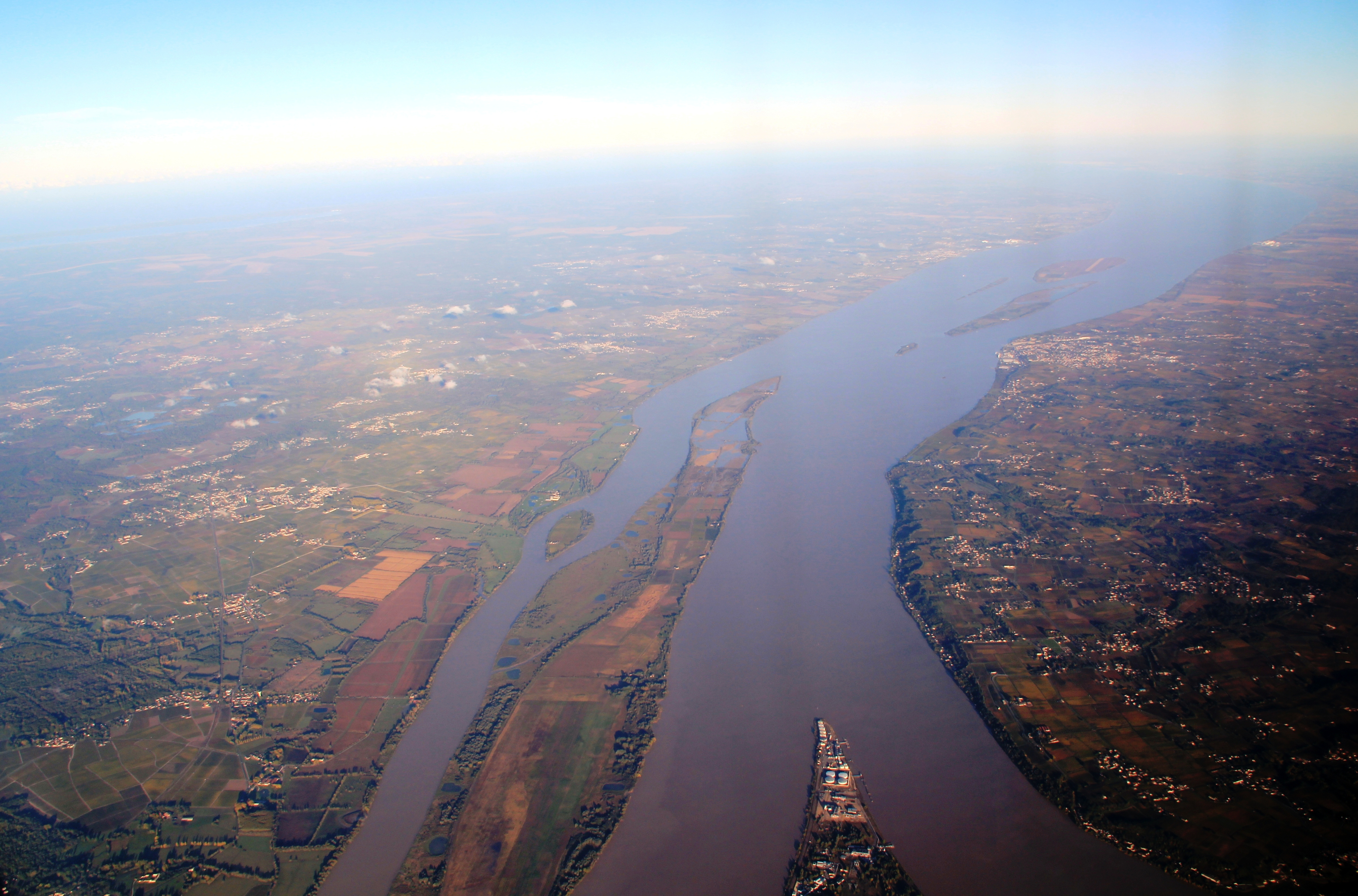
Girondeestuariet sett från luften där floderna Dordogne och Garonne rinner samman.

Gironde (franskt uttal: [ʒiʁɔ̃d], occitanska: Gironda) är ett segelbart estuarium (ofta felaktigt beskrivet som en flod), som ligger i sydvästra Frankrike. Estuariet är skapat av floderna Dordogne och Garonne som flyter samman just nedströms från Bordeaux centrum. Girondeestuariet är cirka 65 km långt och mellan 3 och 11 km brett, och det franska departementet Gironde har fått sitt namn efter det.